# Eger-Felnémet vasútállomás
Eger-Felnémet vasútállomás egy Heves vármegyei vasútállomás Eger felnémeti városrészében, a MÁV üzemeltetésében. Közúti megközelítését Felnémet központja felől a 2505-ös útból kiágazó, száz méternél is rövidebb 25 302-es számú mellékút biztosítja.

## Vasútvonalak
Az állomást az alábbi vasútvonalak érintik:
- Füzesabony–Putnok-vasútvonal

## Kapcsolódó állomások
A vasútállomáshoz az alábbi állomások vannak a legközelebb:
- Egervár megállóhely (Eger vasútállomás, Füzesabony–Putnok-vasútvonal)
- Almár megállóhely (Szilvásvárad vasútállomás, Füzesabony–Putnok-vasútvonal)

## Forgalom
| Járat        | Útvonal | Gyakoriság                     |
| ------------ | --- | ------------------------------ |
| személyvonat | Eger – Egervár – Eger-Felnémet – Almár – Szarvaskő – Mónosbél – Bélapátfalva – Bélapátfalvi Cementgyár – Szilvásvárad-Szalajkavölgy – Szilvásvárad | Napi 2 pár (nyáron napi 4 pár) |